# Відьми з Сугаррамурді
«Відьми з Сугаррамурді» (ісп. Las brujas de Zugarramurdi) — іспанський кінофільм режисера Алекса де ла Іглесіа, який вийшов на екрани в 2013 році.

## Зміст
Сугаррамурді тихе містечко. Але це тільки на перший погляд. Насправді вся влада тут належить справжнісіньким відьмам. Сюди випадковим чином потрапляють троє дрібних шахраїв. Коли вони розуміють, що місцеві красуні практикують чорну магію, то намагаються сховатися якомога швидше і далі, але чаклунки не налаштовані відпускати свої жертви.

## Ролі
| Актор             | Роль |
| ----------------- | ---- |
| Уго Сілва         | -    |
| Маріо Касас       | -    |
| Пепон Ніето       | -    |
| Кароліна Банг     | -    |
| Терелі Павесі     | -    |
| Хайме Ордоньес    | -    |
| Габріель Дельгадо | -    |
| Сантьяго Сегура   | -    |
| Макарена Гомес    | -    |

## Знімальна група
- Режисер — Алекс де ла Іглесіа
- Сценарист — Хорхе Геррікаечеварріа, Алекс де ла Іглесіа
- Продюсер — Енріке Керес, Верани Фредіані, Франк Рібьер
- Композитор — Хоан Валент